# Маршал, Александр Витальевич
Алекса́ндр Вита́льевич Ма́ршал (род. 7 июня 1957 года, Кореновская, Краснодарский край, РСФСР, СССР) — советский и российский рок-музыкант, бас-гитарист, певец, композитор, поэт, телеведущий и автор песен. Заслуженный артист РФ (2007). Известен как участник групп «Цветы» и «Парк Горького», а позднее — как сольный исполнитель. В репертуаре артиста имеются песни как на русском языке, так и на других (английском, украинском). Лауреат премий «Шансон года» («Радио Шансон»), «Золотой граммофон» («Русское радио») и фестиваля «Песня года».

## Биография
Родился 7 июня 1957 года в станице Кореновская. Отец, Виталий Павлович Миньков (1932—2001), был военным лётчиком-инструктором 1-го класса в в/ч 65235, а мать, Минькова Людмила Ивановна (1930—12.05.2015) — стоматологом. В 7 лет будущий артист пошёл в школу № 34 Тихорецка, одновременно и в музыкальную по классу фортепиано. С пятого класса по восьмой он учился в средней железнодорожной школе № 34 имени В. И. Ленина («Ленинской»), в этом же городе. Самостоятельно освоил гитару. Его творческая карьера началась в шестом классе с игры на танцплощадке, а в 1972 году, переехав в город Сальск, где создал в школе № 5 ВИА «Степняки», играл на танцах и свадьбах.
В 1974 году поступил в Ставропольское высшее военно-авиационное училище лётчиков и штурманов по специальности «штурман боевого управления», где также создал музыкальную группу. Учился там два года. С армией Миньков расставался непросто. Тяжелые разговоры с отцом и командованием училища, потом ещё год служил солдатом. Был отчислен из училища и дослуживал свой срок оператором радиолокационной станции. Потом работал матросом-спасателем в Алуште, был музыкантом в ресторане, механиком в фирме «Союзаттракцион». Прозвище «Маршал» Миньков получил в военном училище, так его дразнили друзья. А среди друзей-музыкантов 1970-х его звали «Минор».

### Начало карьеры
В Москву Маршал приехал в 1980 году. В одном из ресторанных коллективов искали бас-гитариста.  Работал в ресторанах, в «Москонцерте». В то время его заметил Стас Намин и предложил Александру поиграть в группе «Парк Горького».

### «Парк Горького»

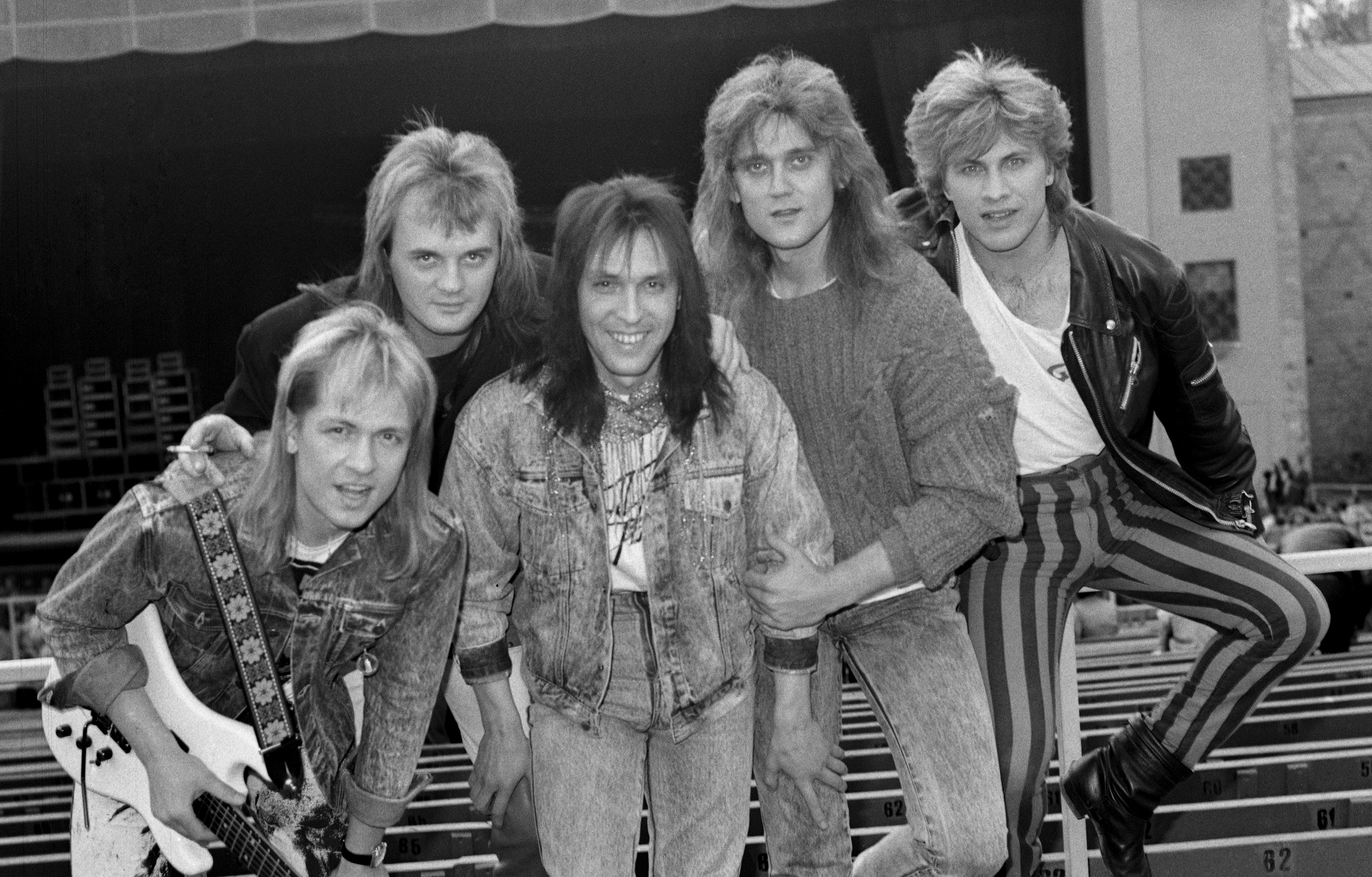
В составе группы «Парк Горького» с А. Беловым, А. Львовым, Н. Носковым и А. Яненковым, 1988 год

До участия в «Парке Горького» каждый из его музыкантов имел опыт работы с другими известными рок-группами. Миньков играл в группе «Цветы» с Наминым.
Музыканты «Парка Горького» провели в студии Парка им. Горького два года, непрерывно работая над англоязычным материалом.
В 1987 году Маршал с «Парком Горького» уехал на гастроли в США, где поздней осенью состоялся концертный дебют группы.
Тогда же был снят первый видеоклип на песню «Fortress», показанный в популярной музыкальной телепрограмме «Шоу Дона Кинга» (англ. Don King Show).
Весной 1988 года советский продюсер Стас Намин организовал выступление «Парка Горького» в качестве разогревающей группы во время ленинградских гастролей «Scorpions». Несмотря на то, что публика восприняла выступление «Парка Горького» прохладно, группа не осталась незамеченной.
Летом того же года благотворительная организация «Майк-Э-Диффренс Фаундейшн» предложила группе вместе с ведущими музыкантами стиля хард-энд-хэви принять участие в записи благотворительного альбома, входящего в программу борьбы с алкоголизмом и наркоманией.
В декабре Намин пригласил в Москву руководство фирмы «Polygram» и подписал первый в истории отечественного рока прямой контракт российской группы «Парк Горького» с американской фирмой грамзаписи.
Изначально музыканты планировали провести в Америке три месяца, но остались там на пять лет.
Все дело в том, что продюсер «Парка Горького» из компании Polygram, а вслед за ним и менеджер группы был уволен членами правления компании.
Новый менеджер «Парка Горького» решил, что продвижение экзотического советского коллектива успешнее будет на Западном побережье, и перевёз группу из Нью-Йорка в Лос-Анджелес.
Из всех знаменитостей именно Фрэнк Заппа больше всех повлиял на успех «Парка Горького».
Он начал приглашать малоизвестную в США советскую группу на разные праздники, маленькие концерты и шоу. «Парк Горького» постепенно завоёвывал известность. Затем Джон Бон Джови и Ричи Самбора из «Bon Jovi», у которых был контракт с «Mercury Records», порекомендовали музыкантам «Парка Горького» предложить своё сотрудничество этой записывающей компании.
Mercury Records, ознакомившись с творчеством группы, заключило с ней контракт и стало прилагать усилия по продвижению коллектива на американском рынке. «У нас уже была отработана первая наша концертная программа, — вспоминает Алексей Белов, — Мы готовились к выходу первого нашего диска и ездили по Америке с выступлениями».
Используя возросший во второй половине 1980-х годов интерес западного общества к СССР, вызванный перестройкой и падением железного занавеса, в своём североамериканском творчестве «Парк Горького» использовал образ подчеркнуто русской группы, эксплуатируя расхожие образы и западные стереотипы о СССР и России.
Музыканты на концертах и в клипах выступали в одежде с элементами народных русских костюмов (например, в рубахах с русскими узорами), сочетавшиеся с использованием советской символики.
В текстах песен использовались отсылки к русскому народному и советскому творчеству: в начале песни «Bang» использованы мотивы русской народной песни «Утушка луговая».
Специально для Алексея Белова американской фирмой музыкальных инструментов Kramer была сделана гитара в форме балалайки, музыка которой использовалась в песнях группы. Логотип «Парка Горького» — американский и советский флаги, привязанные друг к другу.

#### Успех
В 1989 в мир был выпущен альбом Gorky Park, который принёс команде популярность. Он получил пятибалльную оценку от «Billboard» в номинации «лучший по исполнению».
Такие композиции, как «Bang» и «Try to Find Me», вошли в хит-парад «Billboard». «Bang» поднялась до третьего места в хит-параде MTV.
Сам альбом занял 80-е место в списке двухсот самых популярных альбомов журнала «Billboard». За три недели с начала продаж тираж альбома превысил 300 тысяч экземпляров.
Уже на волне популярности «Парк Горького» приезжает в Москву на грандиозный сборный фестиваль с участием западных групп, где выступает на одной сцене с «Skid Row», «Bon Jovi», «Cinderella», «Mötley Crüe», Оззи Осборном и «Scorpions».

#### Moscow Calling
После вынужденного ухода солиста и фронтмена Николая Носкова вокальные партии взял на себя сам Маршал, и группа с новыми силами приступает к записи альбома.

«Мы записывали свой второй альбом „Moscow Calling“, как и первый — словно солдаты, из-под палки. Студийное время очень дорого, и нужно было укладываться в жёсткие временные рамки. Нам никто не оплатил бы даже лишней минуты в студии, если бы мы не уложились в срок» — говорит Алексей Белов.

В записи альбома, помимо самой группы, приняли участие вокалисты Ричард Маркс и Фи Вэйбил из «The Tubes», гитаристы Стив Лукатер из «Toto», Стив Фэррис из «Whitesnake», Двизил Заппа и саксофонист концертного состава «Pink Floyd» Скот Пейдж, микширование прошло под руководством Эрвина Маспера.
Moscow Calling вышел в мае 1992 года в США и 29 марта 1993 года в России. Во многих странах, в том числе и в России, он увидел свет под названием Gorky Park II.
Не попав в американский чарт, пластинка всё-таки сумела завоевать немалую популярность, продавшись в мире тиражом в полмиллиона копий.
Большую популярность диск получил в Дании, получив там платиновый статус. В Европе этот диск представляла фирма BMG, в Скандинавии — CNR, в Японии — Crown, в Юго-Восточной Азии — Pony Cennen, в России — «СОЮЗ».
Международный успех Moscow Calling позволил обрести «Парку Горького» финансовую независимость и обустроить собственную студию в Лос-Анджелесе. Александр Маршал: «Отныне мы сами будем распоряжаться нашими честно заработанными деньгами».

### Сольная карьера
В декабре 1998 года вышел дебютный диск певца «Может быть». Песни альбома, написанные разными авторами (в том числе и самим Маршалом), были в разных стилях: рок, эстрада, шансон.
В 1999 году в Краснодаре прошёл первый сольный концерт Александра Маршала.
13—14 октября 2001 года прошли сольные концерты Александра Маршала в Москве в Государственном Кремлёвском дворце.
Альбом Александра Маршала «Белый пепел» вышел в октябре 2001 года. В альбом вошли песни «Белый пепел», «Кто мы?», «Невеста» и много других треков. В этом же году выходит альбом «Особый».
В 2002 году Маршал записывает альбом «Батя», который посвящает своему отцу — военному лётчику В. Минькову и всем, кто служил и воевал и стоит на страже мира.
А уже в феврале 2003 года вышел новый альбом Александра Маршала «Отец Арсений». В этот альбом вошёл аудиофильм, созданный с согласия патриарха Алексия II, посвящённый вымышленному священнику Арсению, пострадавшему в 1930-е годы.
В 2002 году Александр Маршал совместно с молодой певицей Арианой записали новую, современную версию возвышенно-трагической баллады «Я тебя никогда не забуду» романс из рок-оперы «Юнона и Авось».
В феврале 2006 года состоялся релиз альбома «Или так», а в мае успешно прошёл сольный концерт во Московском Художественном театре имени М. Горького — «Жизнь взаймы».
В июне 2007 года Александр Маршал записал песню «Имени тебя» на слова Е. Муравьёва, музыку В. Лоткина. Песня записана дуэтом с Марией Новиковой. Съёмки клипа на эту песню прошли во Львове; режиссёр клипа Алан Бадоев.
В 2011 году DJ Грув и Александр Маршал записали совместный трек под названием «Поздно». В середине мая артисты сняли клип на песню, режиссёром видео стал Олег Асадулин.
В 2012 году выпустил альбом «Обернись», в котором выступил автором более половины песен.

### Возрождение «Парка Горького»
В 2008 году состоялось возрождение группы на фестивале «Авторадио-15». Коллектив отыграл 5 песен и вставку из инструментального трека «Volga Boatman». Через несколько дней, на церемонии вручения призов телевизионного канала «Муз-ТВ», «Парк Горького» получили награду за вклад в рок-музыку и выступили тем же составом с песней «Moscow Calling».
После победы Димы Билана с песней «Believe» на Евровидение 2008 года в Белграде (Сербия), право на проведение конкурса получила Россия.
Группа Gorky Park с песней Moscow Calling выступила на открытии этого песенного конкурса в 2009 году.
4 июня 2012 года группа выступила в первом, «золотом составе» (Николай Носков, Алексей Белов, Ян Яненков, Маршал, Александр Львов) в телепрограмме «Вечерний Ургант» на Первом канале.
8 июля того же года коллектив выступил на фестивале «Нашествие-2012».
18 ноября 2012 года в концертном зале «Crocus City Hall» состоялся юбилейный концерт группы, посвященный их 25-летию. Также группа периодически выступает в рамках фестивалей ретро-музыки в качестве группы 1980-х — 1990-х гг.
В 2019 году выпустил с группой песню «Hello My Friend».

## Личная жизнь
Был женат трижды. Есть дочь Полина (род. 12 мая 1989 г.) от второго брака и сын Артём (род. 18 июня 1997 г.) от третьего.
В 2016 году встречался с Юлианой Коптевой (род. 5 апреля 1984 г.), моделью из эскорт-агентства для вип-персон.
С 2017 года встречается с Кариной Нугаевой (род. 23 мая 1993 г.), выпускающим редактором радио «Шансон».

## Общественная деятельность
В июне 2011 года вошёл в Общественно-консультативный совет по проблемам функционирования и развития транспортного комплекса города Москвы при Правительстве города.
Внесён СБУ в список лиц, которым запрещён въезд на Украину за «незаконное пересечение государственной границы Украины». Из-за невозможности посещать Украину, Александр Маршал при помощи друзей перевёз прах родителей в Россию и захоронил.
Член Общественного совета при Министерстве обороны Российской Федерации. Входит в состав Общественного совета при Следственном комитете Российской Федерации.
С 10 октября 2015 года на телеканале «Звезда» ведёт цикл программ «Легенды армии».
12 февраля 2019 года в ходе интервью журналисту Юрию Дудю заявил, что если он [Юрий Дудь] не является сторонником Владимира Путина, то ему следует уехать из России.
В 2022 году поддержал вторжение России на Украину, озвучив основные тезисы российской антиукраинской пропаганды. Выступил на концертах в поддержку вторжения и перед участниками нападения на Украину. Осенью 2022 года, в числе других провластных звёзд российской эстрады поддерживающих российскую агрессию против Украины, принял участие в записи песни и  клипа Встанем. В середине июня 2023 года поддержал и присоединился к предложению выплачивать премию российским военным и гражданским за подбитые танки Leopard украинских военных из личных средств. 18 марта 2024 года выступил на провластном митинг-концерте посвящённом десятилетию аннексии Крыма и победе Владимира Путина на президентских выборах.

## Санкции
7 января 2023 года, на фоне вторжения России на Украину, внесён в санкционный список Украины за «поддержку российским оккупантам и жестокой войны РФ против Украины».
3 февраля 2023 года внесён в санкционный список Канады «российских агентов дезинформации» как причастный к распространению российской дезинформации и пропаганды.
17 марта 2023 года МИД Латвии ввёл санкции в отношении Александра Маршала, запретив ему въезд в страну в числе российских культурных деятелей, поддержавших войну на Украине.

## Дискография
Альбомы и сборники
- 1995 — «От берега до берега»
- 1998 — «Может быть»[43]
- 2000 — «Там, где я не был»
- 2000 — «Горец»
- 2001 — «Особый»
- 2001 — «Белый пепел»
- 2002 — «Лучшие песни»
- 2002 — «Grand Collection»
- 2002 — «Океан любви»
- 2002 — «Батя»
- 2003 — «Отец Арсений»[44][45]
- 2004 — «Вожак»
- 2004 — «Настроение шансон»
- 2005 — «Летят журавли»
- 2006 — «Или так»
- 2006 — «Greatests Hits»
- 2007 — «Парусник»
- 2009 — «До свидания, полк!»[46]
- 2009 — «С Днем Победы!»
- 2009 — «Дуэты разных лет»
- 2011 — «Песни, спетые сердцем»
- 2011 — «Аллея шансона»
- 2012 — «Обернись»
- 2020 — «Высота»
- 2020 — «Невыдуманные истории»
- 2023 — «Блокпост. Сборник лучших песен»

Дуэтные альбомы
- 2008 — «Где ночует солнце» (Маршал / Быков)
- 2011 — «До восхода ночной звезды» (Маршал / Быков)
- 2023 — «Журавли, журавли» (Маршал / Пресняков)

Концертные альбомы
- 2006 — «Жизнь взаймы»

## Видеография
- 1998 — «Орел»
- 1999 — «Ливень»
- 1999 — «Погоди, постой»
- 2000 — «Может быть…»
- 2000 — «Отпускаю»
- 2000 — «Небо»
- 2001 — «Белый пепел»
- 2001 — «Кто мы?»
- 2002 — «Я живу в раю» (дуэт с Николаем Трубачом)
- 2002 — «Я тебя никогда не забуду» (дуэт с певицей Арианой)
- 2004 — «Снилось мне» (дуэт с Викторией Дайнеко)
- 2005 — «Летят журавли» (с участием Алексея Баталова)
- 2005 — «Отдохни»
- 2005 — «Мужской сезон»
- 2005 — «Песня о десанте»
- 2005 — «Время-вор» (дуэт с Александром Самсоном)
- 2007 — «Музей имени тебя» (дуэт с Марией Новиковой)
- 2011 — «Поздно» (дуэт с DJ Грув)
- 2014 — «Порочен тобой» (дуэт с Наташей Королёвой)[47][48]
- 2015 — «Я буду помнить» (дуэт с T-killah)
- 2016 — «Начать с нуля»
- 2016 — «Тенью» (дуэт с Живая вода)[49]
- 2017 — «Мы вернёмся домой»[50]
- 2017 — «Новый мученик» (памяти Евгения Родионова) (дуэт с Юрием Стрелкиным)
- 2017 — «Отключи» (дуэт с Emin)[51]
- 2018 — «Живите для живых» (дуэт с Мали)
- 2018 — «Белые шторы» (дуэт с Мали)[52]
- 2018 — «Лети» (дуэт с ВИА Месхи)[53]
- 2019 — «Твой выбор»[54]
- 2019 — «Ветераны» (дуэт с Романом Юрченко)[55]
- 2019 — «Брат» (дуэт с Олегом Шаумаровым)
- 2020 — «Война, так война» (дуэт с Еленой Север)
- 2021 — «А дома зацвела сирень»
- 2022 — «Мама-Родина» (дуэт с Олегом Газмановым)

## Участие в других клипах
- 2016 — Клип Юлии Беретты — «Укрою ночь»
- 2016 — #ЖИТЬ

## Фильмография

### Роли в кино
- 2019 — Жара — камео
- 2024 — Музыка времени — камео

## Награды
Государственные награды
- Медаль ордена «За заслуги перед Отечеством» II степени (10 сентября 2017) — за большой вклад в развитие отечественной культуры и искусства, средств массовой информации, многолетнюю плодотворную деятельность[56].

Премия «Золотой граммофон»
- Премия Русского радио «Золотой граммофон» (17 ноября 2001) — за песню «Белый пепел».
- Премия Русского радио «Золотой граммофон» (6 декабря 2003) — дуэт с Арианой «Я тебя никогда не забуду».
- Премия Русского радио «Золотой граммофон» (21 ноября 2015) — за песню «Белый пепел».
- Премия Русского радио «Золотой граммофон» (12 ноября 2017) — за песню «Мы вернемся Домой».

Премия ФСБ России
- Премия ФСБ России (номинация «Музыкальное искусство», 2006) — за цикл военно-патриотических песен (в том числе «Невидимый фронт»).
- Премия ФСБ России (номинация «Музыкальное искусство», 2010) — за цикл военно-патриотических песен.

Премия «Шансон года»
- Премия Радио Шансон «Шансон года» (6 апреля 2002) — за песню «Кавказский пленник».
- Премия Радио Шансон «Шансон года» (21 марта 2003) — за песню «Батя».
- Премия Радио Шансон «Шансон года» (19 марта 2004) — за песню «Отдохни».
- Премия Радио Шансон «Шансон года» (25 марта 2006) — за песню «От порога до порога».
- Премия Радио Шансон «Шансон года» (28 марта 2009) — за песню «Рота».
- Премия Радио Шансон «Шансон года» (4 апреля 2010) — за песню «День ушёл».
- Премия Радио Шансон «Шансон года» (20 апреля 2012) — за песню «Поплакала».
- Премия Радио Шансон «Шансон года» (18 апреля 2015) — за песню «Чтобы рядом».
- Премия Радио Шансон «Шансон года» (16 апреля 2016) — за песню «Бывший подъесаул» (совместно с Денисом Майдановым, Олегом Газмановым, Сергеем Трофимовым).
- Премия Радио Шансон «Шансон года» (16 апреля 2016) — за песню «Безумные ночи».
- Премия Радио Шансон «Шансон года» (8 апреля 2017) — за песню «Начать с Нуля».
- Премия Радио Шансон «Шансон года» (21 апреля 2018) — за песню «Отключи» (совместно с Eminом).
- Премия Радио Шансон «Шансон года» (20 апреля 2019) — за песню «Высоцкому».
- Премия Радио Шансон «Шансон года» (27 июня 2020) — за песню «Друзьям»
- Премия Радио Шансон «Шансон года» (16 апреля 2022) — за песню «Фотография отца».
- Премия Радио Шансон «Шансон года» (22 апреля 2023) — за песню «Мама-Родина». (совместно с Олегом Газмановым).

Награды, премии
- Премия «Овация» (1998).
- Орден «Ветеранский Крест» II степени (2006).
- Премия Муз-ТВ (2008) — за существенный вклад в развитие отечественного рока (группа «Парк Горького»).
- Орден «Ветеранский Крест» I степени (2011).
- Медаль от НАТО (получил в Косово, в Приштине).
- Медаль Благоверного Великого князя Александра Невского.
- Юбилейная медаль за содействие и помощь в деятельности общественного национального военного фонда ВДВ «Боевое Братство» — за песню «Рота».
- Медаль Св. Георгия Победоносца.
- Медаль «За укрепление боевого содружества».
- Билет члена Союза Писателей России — за песню «Рота».
- Грамота «За вклад в военно-шефскую работу» — за альбом «Горец».
- Почётный академик Академии Проблем безопасности, обороны и правопорядка.
- Медаль «Памяти героев Отечества» (2017)[57]
- Заслуженный артист Кабардино-Балкарской Республики (9 мая 2024) — за большой вклад в развитие культуры и искусства